# Scott City (Kansas)
Pour les articles homonymes, voir Scott City.
La ville de Scott City est le siège du comté de Scott, situé dans le Kansas, aux États-Unis.